# Sundhedsloven
Sundhedsloven er en dansk lov, der blev vedtaget 16. juni 2005 i forbindelse med Strukturreformen, hvor en række opgaver indenfor sundhedsvæsenet overgik fra amterne til de nyetablerede regioner. Loven regulerer hvem der har ansvaret for behandling, forebyggelse og sundhedsfremme i det danske sundhedsvæsen. Mens regionerne har ansvaret for behandling på sygehusene, har kommunerne ansvaret for store dele af den øvrige sundhedsindsats, eksempelvis genoptræning. 
Præmissen i loven er, at alle har let og lige adgang til sundhedsvæsenet, at behandlingen skal være af høj kvalitet, at patienterne skal have valgfrihed og at ventetiden skal være kort.
Det er også Sundhedsloven, der giver hjemmel til medicintilskud.
Den moderne lov (af 2005) bygger på den historiske lov om svangerskab (af 1973).